# الدقرار (الحيمة الخارجية)

تعديل مصدري - تعديل

الدقرار هي إحدى قرى عزلة سهام بمديرية الحيمة الخارجية التابعة لمحافظة صنعاء، بلغ تعداد سكانها 16 نسمة حسب تعداد اليمن لعام 2004.